# Сальто-дель-Гуайра
Сальто-дель-Гуайра (исп. Salto del Guairá) — город в Парагвае.

## География и экономика
Город Сальто-дель-Гуайра (в переводе — водопад Гуайра) расположен в восточной части Парагвая, у границы с Бразилией, в 200 километрах к северу от города Сьюдад-дель-Эсте. Сальто-дель-Гуайра является административным центром департамента Канендию.
Район вокруг Сальто-дель-Гуайра является крупным экспортёром сельскохозяйственной продукции в Бразилию. Здесь выращиваются в значительном количестве соя, а также сахарный тростник, маис, пшеница и хлопок.

## История
Сальто-дель-Гуайра был основан 3 марта 1959 года частной парагвайской компанией «Colonizadora Salto del Guairá S.A». 30 июля 1973 года был образован округ Сальто-дель-Гуайра, и он получил городские права (муниципалитет 3-й категории). 2 июля 1974 года Сальто-дель-Гуайра становится муниципалитетом 1-й категории и центром департамента Канендию.

## Климат
Климат в районе Сальто-дель-Гуайра характеризуется умеренной влажностью, среднегодовая температура +21°С (летом +39°С, зимой 0°С).